# 실바사
실바사(Silvassa, 마라티어: सिल्वासा, 구자라트어: સેલ્વાસ)는 인도의 연방 직할지인 다드라 나가르하벨리의 행정 중심지로, 인구는 98,265명(2011년 기준)이며 면적은 491km2, 높이는 해발 32m이다.

## 같이 보기
- 포르투갈령 인도
- 다드라 나가르하벨리
- 다드라 나가르하벨리 다만 디우